# Fawcetidina
La fawcetidina es un alcaloide piperidínico tetracíclico aislado de los licopodios Lycopodium fawcettii, Lycopodium alopecuroides y Lycopodium phlegmaria (Lycopodiaceae)

## Síntesis
Pan y colaboradores realizaron la síntesis total de acuerdo al siguiente esquema sintético:

## Biosíntesis
Inubushi propuso el siguiente esquema de biosíntesis para la fawcetidina y la serratinina. La fawcetidina puede provenir de la deshidratación de la fawcetimina.